# Radioåret 2004

## Händelser

### Januari
- P3-programmet Folkradion upphör.

### April
- 1 april - I Sverige läggs reklamradiostationen Radio City i Stockholm ner och ersätts av The Voice.
- 3 april-30 oktober - Sporten i Sveriges Radio direktsänder alla matcher i Fotbollsallsvenskan över Internet.[1]

### Maj
- 17 maj - Sveriges Radio startar kanalen SR Minnen.

### Juli
- 2 juli – Radiostationen i Grimeton, Sverige utses formellt till världsarv.[2]

### September
- 1 september
  - I Sverige startar reklamradiostationen Rix FM sändningar på NRJ:s före detta frekvenser i Blekinge, Dalarna, Gotland, Småland, Öland och norra Bohuslän, Skövde, Södertälje och Uppsala.
  - I Sverige startar reklamradiostationen Lugna Favoriter sändningar i Halmstad, Hudiksvall, Kristianstad, Luleå, Skellefteå, Trestadsområdet och Örnsköldsvik.

### Oktober
- Oktober - I reklamradiostationen Mix Megapol startar morgonprogrammet Äntligen morgon med Adam Alsing och Gry Forssell.
- 29 oktober - Föreningen Ungradio bildas.

### November
- 1 november - I Sverige startar reklamradiostationen "Bandit Rock 106-3" sina sändningar i Stockholm.

## Radioprogram

### Sveriges Radio
- 7 november - Släktband startar.
- 1 december - Årets julkalender är Hjärtats hjältar.[3]

## Avlidna
- 8 september – Ulf Schenkmanis, 70, svensk radio- och TV-programledare.
- 25 oktober – John Peel, 65, brittisk radioprogramledare.
- 2 december – Bertil Perrolf, 87, svensk radioprogramledare.

### Fotnoter
1. ↑  Radio- och ljudhistoria Sveriges Radio
2. ↑  När Var Hur 2005, DN
3. ↑  ”2004, Hjärtats hjältar”. Sveriges Radio. http://sverigesradio.se/barn/julkalendrar/2004.stm. Läst 31 augusti 2015.